# Neptis koempferi
Neptis koempferi är en fjärilsart som beskrevs av De l'orza 1867. Neptis koempferi ingår i släktet Neptis och familjen praktfjärilar. Inga underarter finns listade i Catalogue of Life.